# Plac Jana Kasprowicza w Katowicach
Plac Jana Kasprowicza w Katowicach − plac miejski w centralnej części katowickiej dzielnicy Murcki, przy skrzyżowaniu ulic: Wolności, Krzysztofa Kamila Baczyńskiego, Roberta Mruczka i Alojzego Wojtalewicza. Do 1975 roku funkcjonował jako rynek miasta Murcki pod nazwą plac 1 Maja.
Plac istniał już na początku XX wieku jako centralny plac we ws, a następnie rynek miejski (do 1975 roku). Przed I wojną światową nosił nazwę Marktplatz. W 1964 roku w północno-wschodniej pierzei placu oddano do użytku blok mieszkalny (pl. J. Kasprowicza 5). W czerwcu 2003 roku zakończono jego remont trwający od jesieni 2002 roku. Ustawiono wówczas nowe ławki i ułożono kostkę brukową. Powstał także plac zabaw dla dzieci. Remont wyniósł około 1,7 mln zł. Na placu zlokalizowana jest figura św. Barbary.
27 sierpnia 2021 roku do rejestru zabytków nieruchomych województwa śląskiego pod numerem A/868/2021 został wpisany zespół zabudowy osiedla Murcki w Katowicach w rejonie ulic: Bielskiej, Wolności, Roberta Mruczka, Józefa Laskowskiego, Alojzego Wojtalewicza, Pawła Kołodzieja, Krzysztofa Kamila Baczyńskiego, Jana Samsonowicza i placu Jana Kasprowicza, który tworzą powiązane przestrzennie budynki mieszkalne i mieszkalno-użytkowe. 
Przy placu Jana Kasprowicza znajdują się następujące historyczne obiekty:
- dom mieszkalny (pl. J. Kasprowicza 1), wzniesiony pomiędzy 1905 a 1910 rokiem, w stylu modernistycznym;
- dom mieszkalny z początku XX wieku (pl. J. Kasprowicza 2), posiadający cechy stylu modernistycznego;
- dom mieszkalny z budynkiem gospodarczym (pl. J. Kasprowicza 3), wzniesiony na początku XX wieku w stylu modernizmu;
- dawny dom handlowy (pl. J. Kasprowicza 4), wybudowany pomiędzy 1905 a 1910 rokiem w stylu modernizmu.

Przy placu swoją siedzibę mają: hokejowy Murckowski Amatorski Klub Sportowy „Maks” (pl. J. Kasprowicza 4), firmy handlowo-usługowe i Administracja Osiedla Murcki.